# وزارت جنگ (عربستان سعودی)
وزارت جنگ عربستان سعودی مسئول وحدت ارتش عربستان تحت یک فرماندهی نظامی است و از نظر تاریخی یکی از قدیمی‌ترین نهادهای مرتبط با دولت عربستان به‌شمار می‌رود.

## لیست وزرا
۲۰ وزیر شاهزاده که دارای اختیارات بزرگ و نقش عمده‌ای در هدایت کلیه امور مربوط به لشکرکشی‌ها و پادگان‌های نظامی بودند اداره این وزارتخانه را به عهده داشته‌اند.
1. عبد العزیز بن محمد (۱۷۴۵–۱۷۶۵)
2. عبدالله بن محمد (۱۷۶۵–۱۷۷۳)
3. سعود بن عبد العزیز (۱۷۷۳–۱۸۰۳)
4. عبدالله بن سعود (۱۸۰۳–۱۸۱۴)
5. فیصل بن سعود (۱۸۱۴–۱۸۱۶)
6. مشاری بن سعود (۱۸۱۶–۱۸۱۸)
7. ترکی بن عبدالله (۱۸۱۸–۱۸۲۸)
8. فیصل بن ترکی (۱۸۲۸–۱۸۳۸)
9. خالد بن سعود (۱۸۳۸–۱۸۴۱)
10. عبدالله بن ثنیان (۱۸۴۱–۱۸۴۳)
11. عبدالله بن فیصل (۱۸۴۳–۱۸۴۵)
12. جلوی بن ترکی (۱۸۴۵–۱۸۵۰)
13. سعود بن فیصل (۱۸۵۰–۱۸۶۸)
14. محمد بن فیصل (۱۸۶۸–۱۸۷۵)
15. عبد الرحمن الفیصل (۱۸۷۵–۱۸۸۶)
16. فیصل بن عبد الرحمن (۱۸۸۶–۱۸۸۹)
17. خالد بن عبد الرحمن (۱۸۸۹–۱۸۹۱)
18. فهد بن عبد الرحمن (۱۸۹۱–۱۹۰۱)
19. عبد العزیز آل سعود (۱۹۰۱–۱۹۲۱)
20. محمد بن عبد الرحمن (۱۹۲۱–۱۹۳۳)